# Liste der denkmalgeschützten Objekte in Natters
Die Liste der denkmalgeschützten Objekte in Natters enthält die 11 denkmalgeschützten, unbeweglichen Objekte der Gemeinde Natters.

## Denkmäler
| Foto |                 | Denkmal                                                                                                 | Standort                                                | Beschreibung | Metadaten |
| ---- | --------------- | --- | ------------------------------------------------------- | --- | --- |
| ja   | Datei hochladen | Nikolausbrunnen HERIS-ID: 81674 Objekt-ID: 95454 TKK: 37416                                             | bei Dorfplatz 2 Standort KG: Natters                    | Der Dorfbrunnen besteht aus zwei rechteckigen Steinbecken aus dem Jahr 1891 und einer Brunnensäule, darauf steht eine polychrome Holzstatue des hl. Nikolaus unter einem schmiedeeisernen Dach. | BDA-Hist.: Q38176361 Status: § 2a Stand der BDA-Liste: 2025-06-30 Name: Nikolausbrunnen GstNr.: 2012/1                                                 |
| ja   | Datei hochladen | Gemeindeamt, ehem. Ansitz Waidburg HERIS-ID: 81615 Objekt-ID: 95393 TKK: 37430, 122238                  | Innsbrucker Straße 4 Standort KG: Natters               | 1518 von den Brüdern Wendelin und Ambras Yphofer erbaut (ersterer Bürgermeister von Innsbruck), und als Adelssitz anerkannt. Heute Gemeindeamt von Natters. Dreigeschoßiges Haus mit Krüppelwalmdach. Rundbogenportal und Kapelle aus der Bauzeit, Kapelle mit gratigem Netzgewölbe und spätgotischer Rankenmalerei (1974 freigelegt). | BDA-Hist.: Q16054405 Status: § 2a Stand der BDA-Liste: 2025-06-30 Name: Gemeindeamt, ehem. Ansitz Waidburg GstNr.: .4 Ansitz Waidburg                  |
| ja   | Datei hochladen | Kath. Pfarrkirche hl. Michael und Friedhof HERIS-ID: 55730 Objekt-ID: 64540 TKK: 37413, 37446, 37447, … | Kirchplatz 5 Standort KG: Natters                       | Die spätgotische Kirche wurde 1451 geweiht, 1515 nach Westen verlängert, um 1770 barockisiert und 1881 regotisiert. Das fünfjochige Langhaus mit eingezogenem Chor ist mit einem steilen Satteldach gedeckt. An der Südseite des Turms befindet sich eine Sonnenuhr, die 1759 von Josef Anton Zoller geschaffen wurde. Der Innenraum mit spitzbogigem Triumphbogen ist von der Regotisierung bestimmt. Das Sternrippengewölbe im Chor ist mit gemalten Evangelistensymbolen und Engeln von 1909 geschmückt. Der neugotische Hochaltar zeigt eine Kreuzigungsgruppe und den Kirchenpatron, den hl. Michael. Der Friedhof um die Kirche beherbergt mehrere bemerkenswerte Grabsteine aus dem 16. bis 19. Jahrhundert. Die ehemalige Totenkapelle wurde zu einem Kriegerdenkmal umgestaltet, die ehemalige Friedhofskapelle dient heute als Aufbahrungsraum. | BDA-Hist.: Q38067524 Status: § 2a Stand der BDA-Liste: 2025-06-30 Name: Kath. Pfarrkirche hl. Michael und Friedhof GstNr.: .10, 71 Pfarrkirche Natters |
| BW   | Datei hochladen | Einhof Penz HERIS-ID: 81699 TKK: 37440seit 2022                                                         | Oberdorf 9 Standort KG: Natters                         | Der Kern des längsgeteilten Einhofs über rechteckigem Grundriss mit Satteldach und Bundwerkgiebel stammt vermutlich aus dem 18. Jahrhundert, die Fassadierung erfolgte um 1900. Der Wohnteil und der Wirtschaftstrakt sind entlang der Firstlinie geteilt, der Wohnteil ist gemauert, der Wirtschaftsteil über gemauertem Sockel in Ständerbauweise aufgeführt. Der Wohnteil hat einen Seitenflurgrundriss und ist giebelseitig erschlossen. An der Eingangsfassade Fresken in Rechteckrahmung mit geschweiftem Abschluss (Gnadenbild Mariahilf und hl. Michael). | BDA-Hist.: Q112963833 Status: Bescheid Stand der BDA-Liste: 2025-06-30 Name: Einhof Penz GstNr.: 189/4                                                 |
| ja   | Datei hochladen | Joachimbrunnen HERIS-ID: 81684 Objekt-ID: 95464 TKK: 37418                                              | vor Oberdorf 13 Standort KG: Natters                    | Der Brunnen besteht aus einem rechteckigen Steintrog aus dem Jahr 1832 und einer reich verzierten geschnitzten Brunnensäule, darauf steht eine polychrome Holzstatue des hl. Joachim unter einem geschwungenen Blechdach. | BDA-Hist.: Q38176373 Status: § 2a Stand der BDA-Liste: 2025-06-30 Name: Joachimbrunnen GstNr.: 2012/1                                                  |
| ja   | Datei hochladen | Kaiserdenkmal HERIS-ID: 82143 Objekt-ID: 95954 TKK: 37424                                               | südlich Sonnenburg-Brennerstraße 1 Standort KG: Natters | Das Denkmal an der Brennerstraße wurde 1768 zur Erinnerung an die Begegnung von Maria Ludovica von Spanien mit Kaiserin Maria Theresia errichtet. 2005 wurde es aufgrund einer Straßenverlegung versetzt. Das klassizistische Denkmal aus Höttinger Breccie mit Eckpilastern, verkröpftem Abschlussgesims und Haubenbekrönung trägt Inschriftentafeln aus weißem Marmor. | BDA-Hist.: Q38177737 Status: § 2a Stand der BDA-Liste: 2025-06-30 Name: Kaiserdenkmal GstNr.: 2088                                                     |
| ja   | Datei hochladen | Steinkreuz HERIS-ID: 81723 Objekt-ID: 95503 TKK: 37423                                                  | Standort KG: Natters                                    | Das einfache Steinkreuz am Waldrand der äußeren Felder wurde um 1467 vermutlich als Sühnekreuz für einen 1409 an dieser Stelle begangenen Mord errichtet. | BDA-Hist.: Q38176461 Status: § 2a Stand der BDA-Liste: 2025-06-30 Name: Steinkreuz GstNr.: 1083/1                                                      |
| ja   | Datei hochladen | Jesuitenkreuz HERIS-ID: 81737 Objekt-ID: 95518 TKK: 37422                                               | Standort KG: Natters                                    | Das Wegkreuz in einem geschlossenen Bretterkasten beherbergt einen qualitätsvollen, überlangen Corpus mit geweitetem Brustkorb, einem nach rechts gesunkenen Kopf und geschlossenen Augen. Das faltige Lendentuch ist um eine Kordel geschlungen. Dreigeteilter Strahlenkranz, einzeiliger Titulus, Dreinageltypus. | BDA-Hist.: Q38176528 Status: § 2a Stand der BDA-Liste: 2025-06-30 Name: Jesuitenkreuz GstNr.: 2040                                                     |
| ja   | Datei hochladen | Hofkapelle, Angerhof-Kapelle HERIS-ID: 39974 Objekt-ID: 39841 TKK: 37426                                | Herrenweg 2, bei Standort KG: Natters                   | Die Kapelle des Angerhofes wurde 1895 geweiht. Der neugotische Bau mit zweiachsigem Langhaus, dreiseitigem Chorschluss und geschindeltem Dachreiter weist im Inneren ein Kreuzrippengewölbe auf. | BDA-Hist.: Q37991828 Status: Bescheid Stand der BDA-Liste: 2025-06-30 Name: Hofkapelle, Angerhof-Kapelle GstNr.: .109                                  |
| ja   | Datei hochladen | Hofkapelle, Eichhof-Kapelle HERIS-ID: 39975 Objekt-ID: 39842 TKK: 37420                                 | Eichhof 2, bei Standort KG: Natters                     | Die offene gemauerte Nischenbildstock mit geradem Chorschluss beherbergt ein barockes Kruzifix mit einem überlebensgroßen Corpus aus dem 18. Jahrhundert. | BDA-Hist.: Q37991842 Status: Bescheid Stand der BDA-Liste: 2025-06-30 Name: Hofkapelle, Eichhof-Kapelle GstNr.: 1068                                   |
| ja   | Datei hochladen | Seifenskapelle, Junggesellenkapelle HERIS-ID: 39976 Objekt-ID: 39843 TKK: 37428                         | Seestraße Standort KG: Natters                          | Die offene Straßenkapelle mit dreiseitig schließendem Chor und steilem, weit vorkragendem Satteldach stammt aus der zweiten Hälfte des 18. Jahrhunderts. Im Giebelfeld befindet sich eine barocke Darstellung von Mariä Verkündigung, die kreuzgewölbte Nische ist durch ein barockes schmiedeeisernes Gitter abgetrennt. | BDA-Hist.: Q37991857 Status: Bescheid Stand der BDA-Liste: 2025-06-30 Name: Seifenskapelle, Junggesellenkapelle GstNr.: .218                           |